# Eugene Izzi
Eugene Izzi, alias Nick Gaitano, né le 23 mars 1953 à Chicago (États-Unis), en Illinois, et mort le 7 décembre 1996 à Chicago, est un écrivain américain de roman policier.

## Biographie
Il naît dans le quartier populaire de Hegewisch, dans le sud-ouest de la ville de Chicago. Il quitte l’école jeune et s’engage dans l’armée. À son retour à Chicago, il devient ouvrier dans la construction et la métallurgie. Il commence à écrire en 1977 et vend sa première nouvelle en 1985. La plupart de ses œuvres ont pour cadre sa ville natale. C'est le cas de Le Bandit incandescent (1988), où le policier Jimbo Marino parvient à infiltrer la mafia italienne de cette métropole, et de Chicago en flammes (1997), vaste fresque de plus de 500 pages, brossée à travers le regard de deux enquêteurs, l'Italien Marshall Del Greco et le Noir Ellis Turner, qui tentent de faire toute la lumière sur les magouilles et les rivalités entre mafieux, politiciens et leaders religieux.
En 1993, à la suite d'un différend avec son éditeur américain d’alors, il se voit interdit de publication sous son propre nom pour trois années. Il prend le pseudonyme de Nick Gaitano sous lequel il signera trois romans.
Il s’est suicidé en 1996 dans une mise en scène étrange rappelant l’un de ses romans en cours d’écriture.

## Œuvre

### Romans signés Eugene Izzi
- The Take (1987) Publié en français sous le titre La Dame blanche, Paris, Série noire, no 2135, 1988, traduction de France-Marie Watkins.
- Bad Guys (1988) Publié en français sous le titre Le Bandit incandescent, Paris, Série noire, no 2176, 1989, traduction de France-Marie Watkins.
- The Eighth Victim (1988) Publié en français sous le titre La Huitième Victime, Gérard de Villiers, Polar USA, no 41, 1990, traduction de .
- The Booster (1989) Publié en français sous le titre Le Petit Truand, Gérard de Villiers, Polar USA, no 45, 1990, traduction de .
- King Of The Hustlers (1989)
- The Prime Roll (1990)
- Invasions (1990)
- Prowlers (1991)
- Tribal Secrets (1992)
- Tony's Justice (1993) Publié en français sous le titre Tony Justice, Le Rocher, 2004, traduction de Jean Esch.
- Bulletin from the Streets (1995)
- Players (1996)
- A Matter Of Honor (1997) Publié en français sous le titre Chicago en flammes, Le Rocher, 1999, traduction de Jean Esch, réédition Rivages/Noir, no 441, 2002.
- The Criminalist (1998) Publié en français sous le titre Le Criminaliste, Le Rocher, 2001, traduction de Jean Esch, réédition Rivages/Noir, no 456, 2003.
- Safe Harbor (1999)

### Romans policiers signés Nick Gaitano
- Special Victims (1994)
- Mr. X (1995)
- Jaded (1996)

## Sources
- Claude Mesplède et François Guérif, Dictionnaire des littératures policières, vol. 1 : A-I, Nantes, Joseph K, coll. « Temps noir », 2003 (ISBN 978-2-910686-31-4), p. 1039-1040.
- Claude Mesplède et Jean-Jacques Schleret, Les auteurs de la Série noire, 1945-1995, Nantes, Joseph K, coll. « Temps noir », 1996 (ISBN 978-2-910686-11-6, OCLC 300207570), p. 249.